# 윤자중
윤자중(尹子重, 1929년 9월 27일 황해도 해주 ~ 2017년 7월 12일)은 대한민국 공군의 참모총장을 지낸 군인이며 대한민국의 정치인이다. 본관은 파평(坡平)이다.

## 생애
공군사관학교를 제1기로 졸업 후 한국 전쟁에 참전하였다. 1980년 5월 17일 열린 신군부의 비상 전군 주요지휘관 회의에 공참총장 자격으로 참석하여, 베트남과 유사한 막바지 상황이라면서 군의 적극적인 개입을 촉구하는 의견을 냈다. 전두환 정부의 초대 공군참모총장을 역임했고 전역 이후에는 교통부 장관을 역임했으나, 1983년 명성그룹 사건에서 뇌물을 수뢰한 혐의가 밝혀져 구속되었다. 이 사건에서 7년의 징역형을 받았고 이후 사면되었다.

## 약력
- 1951년 : 공군사관학교 제1기 졸업
- 1967년 : 전투비행단 단장
- 1960년 : 미국 공군참모대학교 졸업
- 1970년 : 공군사관학교 교장
- 1973년 : 작전사령관
- 1974년 : 공군참모차장
- 1979년 : 공군참모총장
- 1981년 : 예편 (대장)
- 1981년 : 교통부 장관[3]
- 1996년 자유민주연합 국방외교안보행정특임촉탁위원

### 학력
- 대한민국 공군사관학교 1기
- 대한민국 육군보병학교 졸업
- 미국 공군고급부관학교 졸업
- 대한민국 공군방공포병학교 1기 졸업
- 국민대학교 경제학과 학사
- 미국 공군참모대학교 졸업
- 대한민국 국방대학교 행정학사 11기(1966년)
- 대한민국 국방대학원 행정학 석사
- 연세대학교 행정대학원 행정학 석사

## 참고 자료
- 윤자중(尹子重) -  한국행정연구원
- “金澈鎬 피고 징역 15년 求形” (PDF). 한국일보. 1983년 12월 22일. 11면면. 2008년 3월 27일에 확인함.[깨진 링크(과거 내용 찾기)]

| 전임 주영복 | 제14대 공군참모총장 1979년 4월 18일 ~ 1981년 3월 10일 | 후임 이희근 |

| 전임 고건 | 제28대 교통부 장관 1981년 3월 10일 ~ 1982년 5월 21일 | 후임 이희성 |